# Epinephelus chlorocephalus
 Epinephelus chlorocephalus és una espècie de peix de la família dels serrànids i de l'ordre dels perciformes.

## Morfologia
Els mascles poden assolir els 17,1 cm de longitud total.

## Distribució geogràfica
Es troba a Tonga.